# Rage of the Dragons
Rage of the Dragons est un jeu d'arcade de 2002 conçu par Evoga, développé par BrezzaSoft et Noise Factory et édité par Playmore. C'est un jeu vidéo de combat sorti en 2002 sur le système d'arcade Neo-Geo MVS et sur console Neo-Geo AES (NGM 264),,.

## Système de jeu
Rage of the Dragons est basé sur un système de combat en équipes par TAG, dans lequel le joueur prend le contrôle de deux personnages et peut changer entre l'un ou d'autre pendant la partie. Le personnage qui n'est pas contrôlé pourra récupérer lentement une partie de son énergie tandis que l'autre se bat. Le joueur peut exécuter des combos spéciaux (le « Team Duplex ») dans lesquels les deux personnages attaquent un adversaire en même temps pour des dégâts supplémentaires.
En choisissant des partenaires spéciaux, il est possible de réaliser le « Team Duplex Special » qui consiste en une combinaison de 2 Team Duplex.
Une jauge auxiliaire situé en bas de l'écran se remplit lentement quand une attaque touche l'adversaire. Quand la jauge est pleine, des coups spéciaux peuvent être exécutés (contres, Desperation moves, Team Duplex…).

## Histoire et Personnages
Il y a un total de quatorze personnages jouables dans Rage of the Dragons. Le joueur peut choisir une parmi les sept équipes par défaut, ou créer sa propre équipe avec presque 80 combinaisons possibles. Le joueur verra une fin cachée s'il termine le tournoi avec l'équipe "originale" de Jimmy et Billy.
- Jimmy (James Lewis)
- Billy (William Lewis)
- Lynn (Lynn Baker)
- Sonia (Sonia Romanenko)
- Annie (Annie Murakami)
- Radel
- Pepe (Jose Rodriguez)
- Pupa (Pupa Salgueiro)
- Jae-mo Kang
- Mr. Jones (Jones Damon)
- Oni (Oni Inomura)
- Cassandra ' (Cassandra Murata)
- Elias (Elias Patrick)
- Alice (Alice Carroll)

Il y a aussi deux boss dans le jeu en mode joueur simple. À la différence des personnages réguliers, ces boss combattent seuls.
- Abubo (Abubo Rao)
- Johann

## Production
À l'origine, Evoga envisageait Rage of the Dragons comme une suite du jeu de combat Neo-Geo Double Dragon sortie en 1995. Cependant, Evoga n'a pas eu la possibilité d'utiliser les droits intellectuels des personnages (les droits ont été rachetés par la société Million, fondée par des anciens employés de Technos Japan, les développeurs de Double Dragon Advance), et ainsi, Rage of the Dragons devint un hommage à la série des Double Dragon au lieu d'une suite officielle.
Les deux personnages principaux de Rage, Billy et Jimmy Lewis, partagent les mêmes noms que les protagonistes de la série des Double Dragon, Billy et Jimmy Lee, tandis que le boss Abubo est basé sur Abobo du Double Dragon original. Deux personnages de soutien dans Rage, Linda (l'assistante d'Abubo) et Mariah (la petite-amie décédée de Jimmy) sont elles aussi basées sur des personnages de Double Dragon.